# Абу Џафур ибн Алкама
Абу Џафур ибн Алкама ибн Малик ибн Удај ибн Дхумајл ибн Тхавр ибн Асис ибн Руба ибн Намара ибн Лакхм је био лахмидски генерал који је накратко владао градом Ал-Хира након смрти краља Ел Нумана II ибн ел Асвада 503.
Абу Џафур је припадао Дхумајлима, огранку клана Лахмида који, пак, није припадао владајућој династији. О његовом животу се не зна готово ништа, осим да га је Нуман именовао да управља Ал-Хиром док је он сам био заузет ратом против Источног римског царства. После краљеве погибије код Киркесијума Абу Џафур је преузео власт; нејасно је да ли је узурпирао власт или само служио као регент Нумановом сину Ел Мундиру III.
Сиријски хршћански вођа Филоксен од Мабуга му је послао писмо у коме га упознаје са "херезом" Несторија.Абу Џафар је наставио да напада земље под византијском контролом.